# Parmompang
Parmompang is een bestuurslaag in het regentschap Mandailing Natal van de provincie Noord-Sumatra, Indonesië. Parmompang telt 1155 inwoners (volkstelling 2010).